# L'última aventura
L'última aventura (títol original en anglès, East of the Mountains) és una pel·lícula dramàtica dirigida per SJ Chiro que es va exhibir al Festival Internacional de Cinema de Seattle l'abril del 2021. Es va estrenar als cinemes dels Estats Units el setembre del 2021. La pel·lícula està basada en la novel·la homònima de David Guterson. S'ha doblat i subtitulat al català central, i també al valencià per a À Punt.